# 科瓦爾
科瓦爾是波蘭的城鎮，位於該國中部，由庫亞維-波美拉尼亞省負責管轄，面積4.68平方公里，是波蘭國王卡齊米日三世的出生地，2006年人口3,484。
52°32′N 19°10′E / 52.533°N 19.167°E